# 伊達村興
伊達村興（1683年10月26日—1766年9月6日）是江戶時代陸奥仙台藩一門第七席宮床伊達氏第3代家督。小梁川宗英的養子。父為伊達宗房，母為片倉景長女兒。兄長伊達吉村為伊達家第5代家督。

## 生平
天和3年（1683年）9月7日，宮床伊達氏初代家督伊達宗房的次子村興出生。幼名亥之助。
元祿4年（1691年），前年小梁川宗英唯恐死去後有無嗣斷絶的危機，遂以伊達村興一家的繼承小梁川氏，取名小梁川宗辰。元祿8年（1695年）3月宮床伊達氏因兄長村房成為一關藩主田村建顯的養嗣子，遂迎回小梁川宗辰代兄繼承宮床伊達氏。為此原因，宗辰將小梁川氏家督繼承權讓給村田宗門之子宗永。同年5月22日，繼承宮床伊達氏第3代家督改名為伊達村興。
享保16年（1731年）3月、嫡男伊達村胤急病逝世。村興因而隱居，由白石城主片倉氏片倉村信繼任家督（村信改名為伊達村茂）。
| 伊達村興        |                                          |                 |
| 統治者頭銜      |                                          |                 |
| 前任： 伊達吉村 | 仙台藩宮床伊達氏第3代家督 1695年－1731年 | 繼任： 伊達村茂 |